# Q'ero

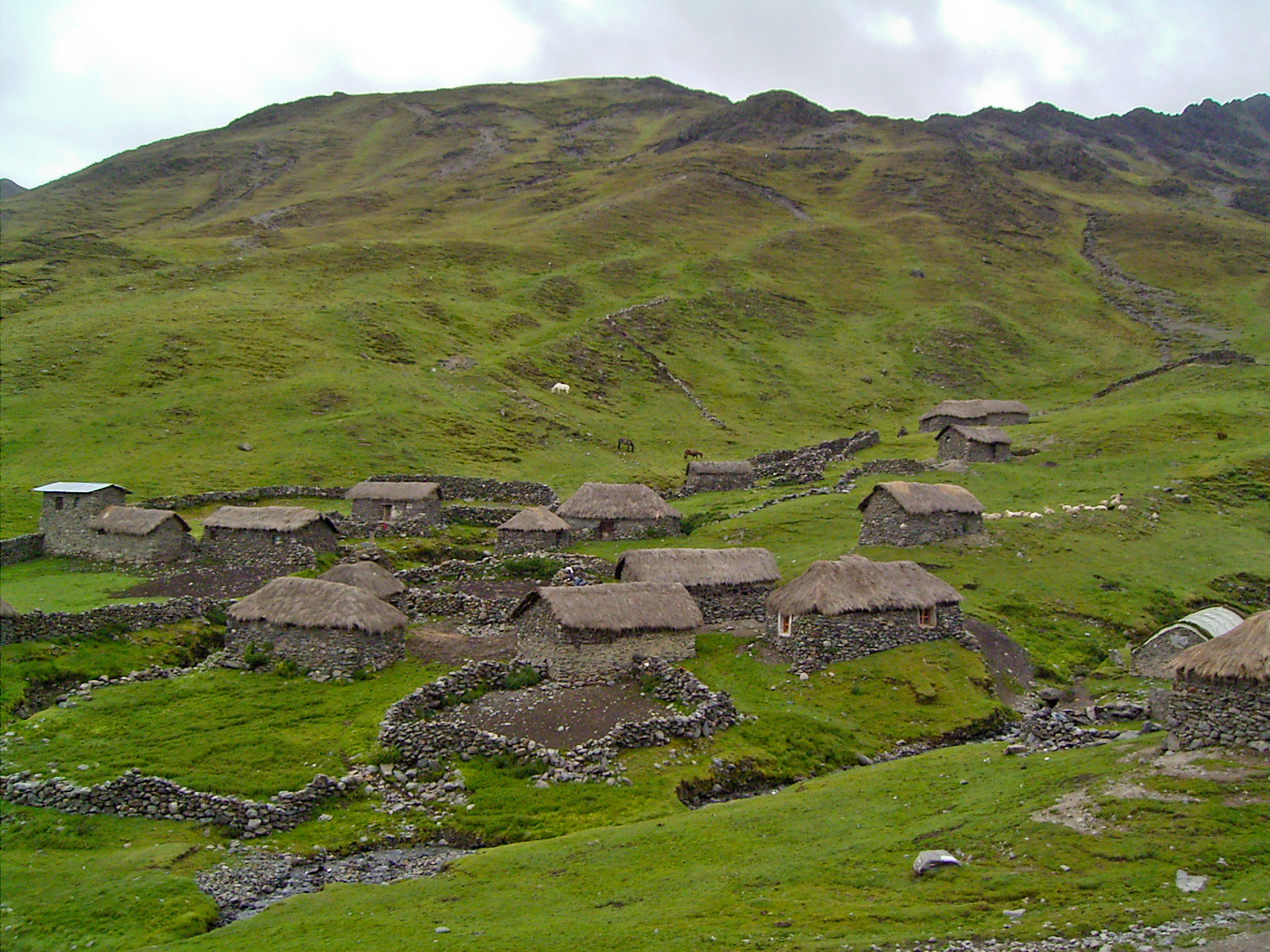
Dorf der Q'ero in den Anden

Q'ero (in 3-Vokal-Schreibweise des Quechua: Q'iru) ist eine Quechua-Gemeinde bzw. Ethnie in der Provinz Paucartambo im Departement Cusco in Peru. Bekannt wurde sie durch eine ethnologische Expedition von Óscar Núñez del Prado Castro von der Universität San Antonio Abad in Cusco im Jahre 1955, in deren Folge zum ersten Mal der Inkarrí-Mythos veröffentlicht wurde.

## Lage der Gemeinde, Geschichte
Oscar Nuñez del Prado lernte im Jahre 1949 während des Festivals der Jungfrau von Carmen in Paucartambo eine Gruppe Q'ero kennen und führte 6 Jahre später (1955) die erste westliche Expedition in ihr Gebiet. Bis in die 1960er Jahre gab es in Q'ero eine Hacienda, wo die Q'eros ähnlich Leibeigenen unter Großgrundbesitzern (hacendados) lebten. Dank der Bemühungen von Núñez del Prado konnten sie 1963 aus diesem System befreit werden, indem die dortige Hacienda im Zuge der Landreform enteignet und der Boden den Q'eros zurückgegeben wurde. So waren hier die Großgrundbesitzer bereits vor der großen Landreform unter Juan Velasco Alvarado vertrieben.
Die entlegenen Dörfer von Q'eros liegen auf über 4.400 m Höhe in der schneebedeckten Vilcanota-Gebirgskette, der höchsten im südöstlichen Peru. Die Erde gibt jedoch nur wenig her, und die Q'ero leben in einfachsten Verhältnissen, meist in nur einräumigen, etwa 20 m² großen Häusern aus Naturstein und Lehm mit Dächern aus Hartgras. Das Land erstreckt sich über mehrere Klimazonen, von unter 1.800 m bis auf etwa 4.700 m. Je nach Klimazone werden z. B. Mais oder Kartoffeln angebaut, wobei die Äcker mittels Trittgrabscheit (Chaki Taklla) mit menschlicher Muskelkraft umgegraben werden. Ganz oben werden Lamas, Alpakas und Schafe gehalten, deren Wolle gesponnen und mit traditionellen Webstühlen zu Textilien verarbeitet wird.
Die Einwohnerzahl von Q'ero lag um das Jahr 2000 bei etwa 600. Im Jahre 2013 zählte die Q'ero-Nation etwa 2.000 Menschen, die sich auf 14 Dörfer verteilen. Die beiden Dörfer Hatun Q'ero und Hapu Q'ero liegen auf über 4.000 m Höhe und sind etwa einen Tagesmarsch voneinander entfernt. Die tiefer gelegenen Gebiete der Gemeinde werden nur saisonal zur Bestellung der Felder bewohnt; als zeitweise Behausungen dienen dort kleine Hütten aus Lehm und Zweigen (Chuklla).

## Mythologie
Q'ero gehört zu den Dörfern, in denen sich starke Elemente der andinen Religion, verschmolzen mit christlich geprägten Anschauungen, gehalten haben (Synkretismus). Priester – Bewahrer der Weisheit – oder Paqu (Paqo) verschiedenen Grades (Altumisayuq, Pampamisayuq) genießen noch immer Ansehen. Neben der Mutter Erde (Pachamama) werden noch die Berggeister (Apu), darunter der Apu Ausangate (Apu Awsanqati) und andere lokale Gottheiten respektiert.
Die Q'ero führen ihre Herkunft auf Inkarrí zurück, den legendären ersten Inka, als deren Nachkommen sie sich bezeichnen. Nach der Überlieferung konnten sich ihre Vorfahren als Einzige vor den Spaniern retten, die bei der Eroberung der abgelegenen Andentäler alle Inkas getötet und ein Tal nach dem anderen verwüstet hätten. Erzählungen der alten Q'eros zufolge versuchte während der Conquista ein Trupp spanischer Soldaten, das Land der Q'ero-Nation zu erobern. Die Priester (paqu) baten die lokalen Berggeister (Apu) um Hilfe, woraufhin sich große Felsbrocken aus den Bergwänden lösten und bei Wiraquchapampa die spanischen Truppen erschlugen. Der Ausdruck Wiraqucha wird bei den Indigenen der Anden traditionell für Weiße oder Spanier benutzt, so dass sich der Ortsname Wiraquchapampa als „Ebene der [erschlagenen] Spanier“ interpretieren lässt.
In der Mythologie der Q'ero gab es bisher zwei große Zeitalter, die sich durch große Zeitenwenden (Pachakutiy) ablösen, während eine neue Zeit noch bevorsteht. Im ersten Zeitalter (Ñawpa Pacha), der Zeit der ersten Menschen (Ñawpa Machu), gab es nur den Mond (Mama Killa). Mit der ersten Zeitenwende erschien die Sonne (Inti, auch Wayna Qhapaq, junger Herrscher, genannt) und trocknete die Ñawpa Machu aus. Überbleibsel dieser ersten Menschen findet man noch als Mumien in den Grabtürmen (chullpa) oberhalb von Q'ero. Der Inka Inkarrí war der Sohn der Sonne und Vater der Inkas, somit auch Vorfahr der Q'ero. Als Inkarrí seinen goldenen Stab in die Luft warf, blieb dieser senkrecht in der Erde stecken. Genau dort gründete er dann die Stadt Qusqu (Cusco), wie es ihm prophezeit worden war. Bei allen vorherigen Würfen des Stabes an anderen Orten war der Stab niemals gerade stecken geblieben. Das jetzige Zeitalter (Kay Pacha) begann mit der Ankunft der Spanier und dem gewaltsamen Tod des Inkarrí, der danach zum sagenhaften Ort Paytiti entrückt wurde. Oft wird auch die Inkazeit zu Kay Pacha gerechnet, das zugleich das Zeitalter der Sonne (Inti) ist. Diese Zeit wird mit einem weiteren Pachakutiy enden, wenn Inkarrí zurückkehrt und alles in Gold und Silber verwandelt (Taripay Pacha). Die Sonne wird die Welt mit den schlechten Menschen verbrennen, während die guten in den Himmel (Hanaq Pacha) kommen. Die Wiederkehr des Inkarrí soll bereits bald erfolgen; als Zeichen seines allmählichen Wachsens wird z. B. die bereits erfolgte Vertreibung der Hacendados gesehen, die sehr grausam gewesen sein sollen.
In der Kosmologie der Q'ero leben wir in einem Universum aus „lebendiger Energie“ (Kawsay Pacha). Dieses Universum ist dreigeteilt in Hanaq Pacha (die obere Welt), Kay Pacha (diese Welt) und Ukhu Pacha (die untere Welt oder auch „innere Welt“). Zudem wird zwischen „feinen Energien“ (sami) und „schweren Energien“ (hucha) unterschieden. Die obere Welt ist ein Ort, an dem überwiegend „feine“ Energien vorherrschen und der von flüchtigen Wesenheiten bewohnt wird. Die mittlere Welt ist unsere materielle Welt, welche von uns Menschen, den Tieren und Pflanzen, aber auch von allerlei Geistwesen bewohnt wird, wie z. B. den Apus. Die mittlere Welt besteht sowohl aus „schweren“ als auch aus „feinen“ Energien. Die untere Welt schließlich wird überwiegend von „schweren“ Energien durchdrungen und beherbergt Wesen, die zwar nicht als bösartig, aber dennoch als unheimlich und gerissen betrachtet werden. Wie bereits vorkolumbianische andine Kulturen, unterteilt auch die Mythologie der Q'ero die Welt nicht in „gut“ und „böse“. Die Wesen der unteren Welt sind von ihrem Bewusstseinsstand lediglich nicht so weit entwickelt wie wir Menschen und haben daher andere Moralvorstellungen. Mit der Christianisierung der Andenbevölkerung wurden die alten Begriffe mit neuen Bedeutungen belegt: Aus Hanaq Pacha wurde der Himmel, aus Ukhu Pacha die Hölle, aus sami Glück und Segen, aus hucha Sünde. Die Abgelegenheit von Q'ero trug jedoch dazu bei, stärker als in anderen Regionen ursprüngliche andine Vorstellungen bis heute zu erhalten.
Sowohl durch die Arbeit als auch die spirituellen Praktiken sind die Q'ero stark mit der Natur verbunden. Mit Hilfe von Heil- und Opferzeremonien, sogenannten despachos, werden der Mutter Erde (Pachamama) und den Berggeistern (Apu) Gaben dargebracht. Wie in anderen Quechua-Gemeinden prägt die Tradition des Ayni das alltägliche Leben. In einem „Geben und Nehmen“ hilft man einander, und zwar sowohl die Menschen untereinander als auch der Mensch und die Natur.

## Sprache
In Q'ero sprechen alle Altersgruppen Quechua (Varietät: Qusqu-Qullaw), die aus der Inka-Sprache entstandene indigene Sprache, die viele Wörter und z. T. auch die Syntax aus dem Spanischen übernommen hat. In der Schule wird Spanisch gelehrt, so dass viele der Jüngeren, besonders in Hapu Q'ero, auch etwas Spanisch sprechen können.

## Rezeption
Die Q'eros gelten als lebendige Zeugen einer vergangenen Inka-Kultur und Bewahrer der alten Tradition. Auf Grund von Untersuchungen durch Jorge Flores Ochoa, Manuel Castillo Farfán, Juan Núñez del Prado und andere, die bei den Q'ero auf Offenheit stießen, ist heute recht viel über diese indigene Gemeinde bekannt. Der Kulturminister Perus bezeichnete die Q'ero als „nationales, lebendiges Kulturerbe“.